# Мумуйе (язык)
Муму́йе (также мумуие, йоро, ланкавири; англ. mumuye, yoro, lankaviri) — адамава-убангийский язык, распространённый в восточных районах Нигерии, язык народов мумуйе. Входит в состав ветви леко-нимбари подсемьи адамава. Представляет собой диалектный пучок, состоящий из двух близкородственных диалектных групп — северо-восточной и юго-западной. Наиболее близок языкам ранг и пангсенг.
Мумуйе является самым распространённым по численности носителей языком подсемьи адамава, по данным 1993 года на нём говорит около 400 000 человек. Письменность основана на латинском алфавите.

## Классификация
Во всех классификациях языков адамава-убангийской семьи язык мумуйе включается в состав одного и того же языкового объединения мумуйе, названного по наименованию рассматриваемого языка как самого распространённого в пределах данного объединения (как по площади занимаемого им ареала, так и по числу говорящих). При этом в каждой из классификаций таксономический уровень языкового объединения мумуйе и состав входящих в него языков, как правило, различны.
Согласно классификациям, представленным в справочнике языков мира Ethnologue и в «Большой российской энциклопедии», язык мумуйе включён в подгруппу мумуйе вместе с языками генгле, кумба, пангсенг, ранг, теме и вака. Указанная подгруппа входит в состав группы мумуйе-янданг ветви леко-нимбари подсемьи адамава адамава-убангийской семьи. В статье «Адамава-убангийские языки» В. А. Виноградова, опубликованной в «Большой российской энциклопедии», подчёркивается также обособленность внутри подгруппы мумуйе языков собственно мумуйе, в числе которых отмечены языки ранг, пангсенг и диалект зинна.
В классификации Р. Бленча состав группы мумуйе ограничен тремя языками: помимо языка мумуйе, или центральный мумуйе, в это языковое объединение входят языки ранг и пангсенг. Группа мумуйе в данной классификации является частью ветви мумуйе-янданг (в терминологии Р. Бленча — мумуйе-йенданг) подсемьи адамава адамава-убангийской семьи.
В классификации К. Симидзу, опубликованной в базе данных по языкам мира Glottolog, языковое объединение мумуйе также включает три языка — мумуйе, ранг и пангсенг. Эта подгруппа языков вместе с языками генгле-кугама и кумба, а также вместе с подгруппой языков янданг составляют языковое единство мумуйе-янданг, которое последовательно включается в следующие языковые объединения: центрально-адамавские языки, камерунско-убангийские языки и северные вольта-конголезские языки. Последние вместе с языками бенуэ-конго, кру, ква вольта-конго и другими образуют объединение вольта-конголезских языков.
По общепринятой ранее классификации Дж. Гринберга 1955 года язык мумуйе включается в одну из 14 подгрупп группы адамава адамава-убангийской семьи вместе с языками кумба, генгле, теме, уака, йенданг и зинна.

## Лингвогеография

### Ареал и численность

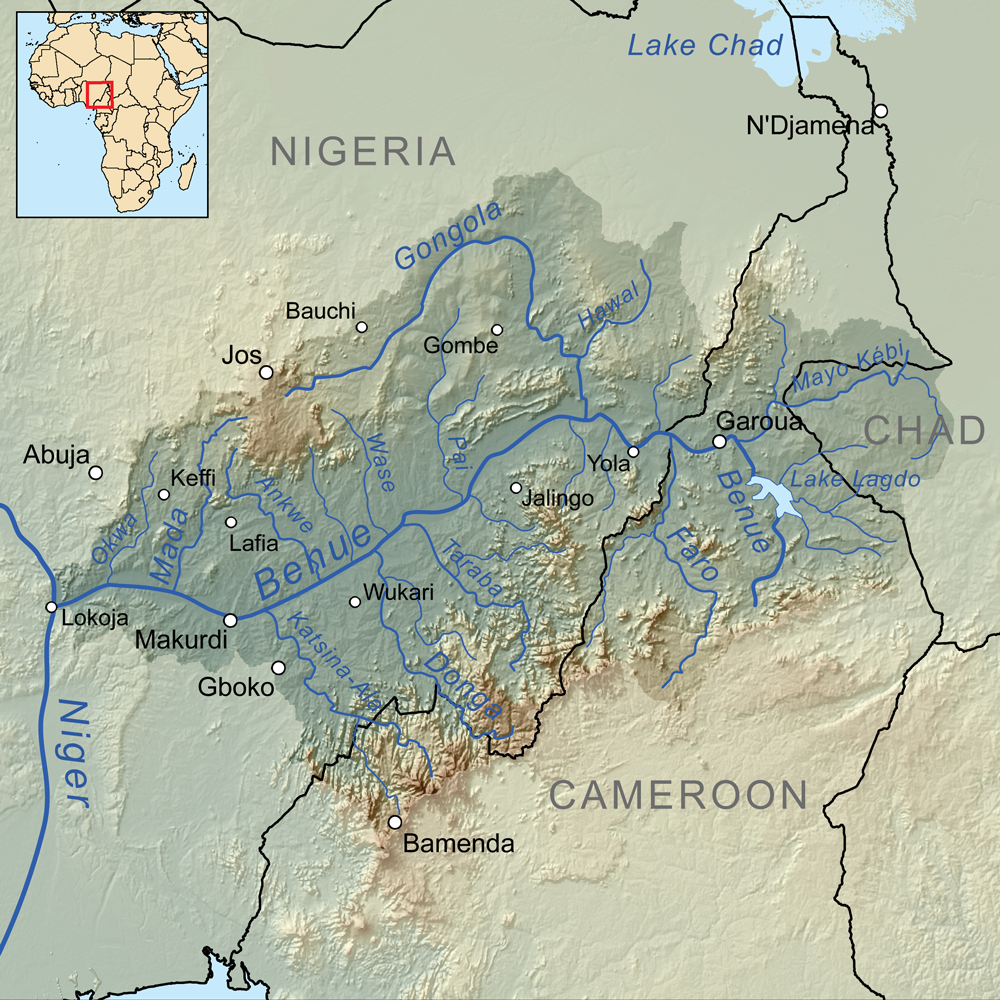
Город Джалинго к югу от реки Бенуэ

Ареал языка мумуйе размещён на востоке Нигерии в горных районах в окрестностях города Джалинго к югу от реки Бенуэ. Согласно современному административно-территориальному делению Нигерии, носители языка мумуйе расселены главным образом в северо-восточной части территории штата Тараба — в районах Джалинго, Зинг, Карим Ламидо, Йорро и Бали, а также частично в юго-западной части территории штата Адамава — в районах Ганье, Фуфоре, Южная Йола, Северная Йола, Нуман и Майо-Белва.
С северо-запада ареал языка мумуйе граничит с областью распространения джукуноидного языка джиба, с северо-востока — с областью распространения адамава-убангийских языков йотти и теме. С востока к ареалу языка мумуйе примыкают ареалы адамава-убангийских языков йенданг, пангсенг и ньонг, с юга и юго-востока — ареалы дакоидных языков самба дака (на юге) и донг и гаа (на юго-востоке). К западу от области распространения языка мумуйе размещён ареал джукуноидного кластера шоо-минда-нье и малозаселённые районы.
По данным 1952 года численность носителей языка мумуйе составляла 103 000 человек. Согласно сведениям, представленным в справочнике Ethnologue, численность говорящих на языке мумуйе в 1993 году составила 400 000 человек. По современным оценкам сайта Joshua Project численность носителей этого языка составляет 730 000 человек (2017).

### Социолингвистические сведения
Согласно данным сайта Ethnologue, в отношении степени сохранности язык мумуйе является так называемым развивающимся языком, поскольку мумуйе устойчиво используется представителями этнических общностей мумуйе всех поколений, включая детей, и имеет стандартную форму, хотя и без строгих устоявшихся норм и без широкого распространения. Умение читать и писать на родном языке доступно не более 1 % говорящих на мумуйе. Как второй язык мумуйе распространён среди этнических групп, живущих по соседству, на нём говорят носители языков ньонг, йенданг и йотти. Часть носителей языка мумуйе также владеет английским языком.
Этнические общности, говорящие на диалектах мумуйе, представляют собой группу народов мумуйе (на языке фула — люди, с самоназванием фунгун или загум), к которым относят народы пугу, апава, йоро, ранг, зинна, якоко, гола, или гонгла, и другие. Диалектный состав языка мумуйе и этнический состав народов мумуйе в ряде случаев не совпадают. Так, этническая общность ранг, относящаяся к мумуйе, говорит на идиоме ранг, который рассматривается как самостоятельный язык.
Представители народов мумуйе в основном придерживаются традиционных верований (44 %), часть из них исповедует христианство (29 %) и ислам (27 %).

### Диалекты
Язык мумуйе представляет собой диалектный континуум, состоящий из двух десятков диалектов. Согласно данным сайта Ethnologue, к числу диалектов мумуйе относят диалекты донг, гнооре, гола (баджама), гонгла, джалинго, дженг, касаа, кугонг, кваджи, ланкавири, манг, меека, ньяаджа, саава, сагбее, шаари, яа, якоко, йоро и зинна (зинг). По данным К. Симидзу, опубликованным на сайте Glottolog, язык мумуйе состоит из диалектов донг (ядерный мумуйе), гнооре, гола, гонгла, джалинго, дженг мумуйе, касаа, кугонг, кваджи, ланкавири, манг, меека, ньяаджа, саава, сагбее, шаари, яа, якоко, йоро и зинна.
В издании Р. Бленча An Atlas of Nigerian Languages диалекты мумуйе разделены на две группы. К первой группе, северо-восточной или зинг, относят диалекты баджама (гнооре) и дженг, зинг (зинна, зенг) и манг, кваджи и меека, яа, а также якоко. Ко второй группе, юго-западной, относят подгруппу монкин с диалектами кугонг, шаари и сагбее и подгруппу кпугбонг с диалектами касаа, йоро, ланкавири (ланковири), саава, ньяаджа и джаалинго.

## Письменность
В 1925 году на диалекте зинна были изданы букварь и сборник религиозных песен, в 1938 году на зинна было переведено Евангелие от Марка, а в 1974 году на этом диалекте были изданы народные сказания. Также в 1974 году был издан букварь в двух частях для диалекта ланкавири и начата работа по переводу на ланкавири «Нового Завета». После долгого перерыва в 1994 году перевод «Нового Завета» был завершён и издан переводчиком Д. Гамбо. Современный вариант письменности языка мумуйе, основанный на латинском алфавите, используется с 1991 года.

## Лингвистическая характеристика

### Фонетика и фонология

#### Гласные
Система вокализма языка мумуйе состоит из 11 гласных фонем. Гласные различаются по степени подъёма языка, по ряду, по наличию или отсутствию лабиализации и назальности:
| подъём        | ряд           | ряд         |
| подъём        | передний      | задний      |
| подъём        | нелабиализов. | лабиализов. |
| ------------- | ------------- | ----------- |
| верхний       | ĩ i           | u ũ         |
| средний       |               | o̞ õ̞         |
| средне-нижний | ɛ̃ ɛ           | ɔ           |
| нижний        | ã a           |             |

Согласно исследованиям К. Симидзу, в назализованных сочетаниях самостоятельными фонемами следует считать носовые гласные, а не согласные.

#### Согласные
Состав системы согласных языка мумуйе (в парах согласных слева приведены глухие согласные, справа — звонкие):
| по способу образования    | по месту образования | по месту образования | по месту образования | по месту образования | по месту образования | по месту образования | по месту образования |
| по способу образования    | губные               | губные               | передне- язычные     | передне- язычные     | дорсальные           | дорсальные           | глоттальн.           |
| по способу образования    | губно- губные        | губно- зубные        | альвеол.             | пост- альвеол.       | средне- язычные      | задне- язычные       | глоттальн.           |
| ------------------------- | -------------------- | -------------------- | -------------------- | -------------------- | -------------------- | -------------------- | -------------------- |
| взрывные                  | p b k͡p ɡ͡b            |                      | t d                  |                      |                      | k g                  |                      |
| имплозивные               | ɓ                    |                      |                      |                      |                      |                      |                      |
| фрикативные               |                      | f v                  | s z                  | ʃ ʒ                  |                      |                      | h                    |
| носовые                   | m                    |                      | n                    |                      |                      | ŋʷ                   |                      |
| дрожащие                  |                      |                      | r                    |                      |                      |                      |                      |
| аппроксиманты             | w                    |                      |                      |                      | j                    |                      |                      |
| латеральные аппроксиманты |                      |                      | l                    |                      |                      |                      |                      |

Взрывные и фрикативные согласные (за исключением f) перед носовыми гласными имеют назальный призвук, например, сочетание /bã/ реализуется как [bmã]. Подобный призвук возникает и в сочетаниях с аппроксимантами w и j, включая такие варианты, как [ŋʷ] и [ɲ] в начале слова. В конце слова n реализуется как [ŋ]. Согласные p, t, k, l в позиции конца слова встречаются довольно редко, в этой позиции они отмечаются, например, у числительных kop «десять» и tat «три».

#### Просодия
Мумуйе относится к тональным языкам. Для него характерно наличие трёх ровных тоновых уровней, высокого, среднего и низкого, а также трёх контурных уровней, резко нисходящего, нисходящего плавного и восходящего. Последние рассматриваются как результат контракции последовательности двух ровных тонов (H и L, M и L и L и H).

### Морфология

#### Числительное
Числительные языка мумуйе:
| 1  | ɡbétè            |
| 2  | ziti             |
| 3  | taːti            |
| 4  | dɛ̃̀ːtì            |
| 5  | mǎːni            |
| 6  | máŋɡbétè (5+1)   |
| 7  | mánziti (5+2)    |
| 8  | mántaːti (5+3)   |
| 9  | mándɛ̃̀ːtì (5+4)   |
| 10 | kopi             |
| 11 | kopi tu ɡbétè    |
| 12 | kopi tu ziti     |
| 13 | kopi tu taːti    |
| 14 | kopi tu dɛ̃̀ːtì    |
| 15 | kopi tu mǎːni    |
| 16 | kopi tu máŋɡbétè |
| 17 | kopi tu mánziti  |
| 18 | kopi tu mántaːti |
| 19 | kopi tu mándɛ̃̀ːtì |
| 20 | mbati            |

| 21   | mbati tu ɡbétè               |
| 22   | mbati tu ziti                |
| 23   | mbati tu taːti               |
| 24   | mbati tu dɛ̃̀ːtì               |
| 25   | mbati tu mǎːni               |
| 26   | mbati tu máŋɡbétè            |
| 27   | mbati tu mánziti             |
| 28   | mbati tu mántaːti            |
| 29   | mbati tu mándɛ̃̀ːtì            |
| 30   | mbati tu kopi                |
| 40   | mbati ziti / laː ziti (20x2) |
| 50   | laː ziti tu kopi             |
| 60   | laː taːti (20x3)             |
| 70   | laː taːti tu kopi            |
| 80   | laː dɛ̃̀ːtì (20x4)             |
| 90   | laː dɛ̃̀ːtì tu kopi            |
| 100  | laː mǎːni (20x5)             |
| 200  | laː kopi (20x10)             |
| 1000 | labaŋ ɡbétè                  |
| 2000 | labaŋ ziti                   |

## История изучения
Сведения о диалектах мумуйе были включены Ч. К. Мееком в его исследование 1931 года Tribal Studies in Northern Nigeria. На рубеже 1960-х — 1970-х годов диалект ланкавири изучал швейцарский лингвист П. Круси. В 1979 году японский исследователь африканских языков К. Симидзу опубликовал работу A Comparative Study of the Mumuye Dialects (Nigeria), а в 1983 году издал дескриптивную грамматику диалекта зинна (зинг) с мумуйе-английским словарём.